# Bonuszahlung
Unter einer Bonuszahlung (kurz Bonus; Plural Bonusse und Boni) versteht man im Personalwesen die Zulage zu einem Arbeitsentgelt, die Arbeitskräfte vom Arbeitgeber erhalten.

## Allgemeines
Das dauerhaft gezahlte Arbeitsentgelt (wie beispielsweise Arbeitslohn oder Gehalt) ergibt sich aus dem Arbeitsvertrag oder der Betriebsvereinbarung und wird als Gegenleistung für die erbrachte Arbeitsleistung gezahlt. Mit dem arbeitsvertraglichen Arbeitsentgelt wird die übliche Arbeitsleistung entgolten, die ein Arbeitgeber aus der Arbeitspflicht des Arbeitnehmers erwarten darf. Der Bonus ist ein zusätzlicher, in aller Regel variabler (einmaliger) Gehaltsbestandteil im Rahmen einer leistungsorientierten Vergütung, der üblicherweise an die Erreichung oder Übererfüllung von Unternehmenszielen (betriebswirtschaftliche Kennzahlen wie Umsatzerlöse oder Gewinne) anknüpft. Bonus und Leistungszulage gehören zu der Entgeltdifferenzierung, mit denen der Arbeitgeber besondere Arbeitsleistungen des Arbeitnehmers honoriert, ohne dass diese in Arbeitsvertrag oder Betriebsvereinbarung vorgesehen sein müssen.
Das heutige Bonussystem wurde im Wesentlichen durch die Investmentbanken in den 1970er Jahren entwickelt und sollte damals eine sinnvolle Erfolgsbeteiligung darstellen.

## Rechtsfragen
Außer bei leitenden Angestellten (§ 5 BetrVG) gibt es ein Mitbestimmungsrecht des Betriebsrats für leistungsbezogene Zahlungen gemäß § 87 Abs. 1 Nr. 10 oder Nr. 11 BetrVG. Dem Bundesarbeitsgericht (BAG) zufolge richtet sich das Arbeitsvolumen und die Arbeitsqualität „zum einen nach dem vom Arbeitgeber durch Ausübung des Direktionsrechts festzulegenden Arbeitsinhalt und zum anderen nach dem persönlichen, subjektiven Leistungsvermögen des Arbeitnehmers. Der Arbeitnehmer muss tun, was er soll, und zwar so gut, wie er kann. Die Leistungspflicht ist nicht starr, sondern dynamisch und orientiert sich an der Leistungsfähigkeit des Arbeitnehmers. Ein objektiver Maßstab ist nicht anzusetzen … Der Dienstverpflichtete schuldet das ‚Wirken‘, nicht das ‚Werk‘“. Wird diese Normleistung wiederholt deutlich übererfüllt, kann der Arbeitgeber einmalig eine Bonuszahlung gewähren. In Arbeitsverträgen mit leitenden Angestellten kann vereinbart werden, dass der Arbeitgeber jährlich die tatsächliche Höhe der variablen Vergütung nach billigem Ermessen (§ 315 Abs. 3 Satz 1 BGB) unter Beachtung bestimmter Faktoren und Erreichung vereinbarter Unternehmensziele bestimmt. Treten im Unternehmen Verluste auf, die eine Unternehmenskrise herbeiführen können, besteht kein Anspruch auf einen Bonus, selbst wenn die individuellen Ziele erreicht wurden.
Die Bonuszahlung ist entweder eine freiwillige Leistung oder eine arbeitsvertragliche Verpflichtung des Arbeitgebers. Damit aus Bonuszahlungen keine betriebliche Übung wird und sich der Arbeitgeber ihnen nicht mehr einseitig entziehen kann, sollte ihre Freiwilligkeit schriftlich vor der Zahlung ausdrücklich dergestalt betont werden, dass auch bei wiederholter Gewährung kein Rechtsanspruch besteht. Eine arbeitsvertragliche Verpflichtung des Arbeitgebers kann sich aus dem Arbeitsvertrag oder aus Betriebsvereinbarungen ergeben, worin das billige Ermessen darauf abstellt, dass die Gewährung von Bonuszahlung jährlich vom Arbeitgeber überprüft wird.
Zahlungsempfänger einer Bonuszahlung sind Angestellte (oft außertarifliche Mitarbeiter wie leitende Angestellte), Arbeiter, manchmal auch Selbständige oder freie Mitarbeiter.

## Bonussysteme
Bonussysteme kommen als Anreizsysteme häufig in Großunternehmen vor. Es handelt sich um Vergütungssysteme im Rahmen des Performance Managements, die oft im Vertrieb einen Anreiz zur Leistungssteigerung bieten sollen. Sie müssen berücksichtigen, dass die Grundvergütung bereits eine hohe Arbeitsleistung entlohnt und deshalb nur für besondere Höchstleistungen oder Übererfüllungen von Zielen vorgesehen sein dürfen. Vergütungssysteme sollen dagegen die Mitarbeiter nicht dazu verleiten, unangemessene Risiken einzugehen. Sie sollen an langfristigen und nachhaltigen Zielen ausgerichtet und transparent sein.
Durch die wachsende öffentliche Kritik über die Bonussysteme bei Großbanken (insbesondere im Investmentbanking) beschloss das Europäische Parlament eine seit Januar 2014 in allen EU-Mitgliedstaaten geltende Bonusobergrenze (englisch EU banker bonus cap). Nach Art. 75 Abs. 3 dieser Richtlinie müssen Kreditinstitute der BaFin melden, wie viele Mitarbeiter Vergütungen über mehr als 1 Million Euro jährlich als Gehaltsbestandteile, Bonuszahlungen, langfristige Prämienzahlungen und Altersvorsorgebeiträge beziehen. Art. 92 der Richtlinie enthält Vorschriften über eine angemessene Vergütungspolitik. Dabei dürfen variable Bestandteile nur noch 100 % des Grundgehalts erreichen (Art. 94 Abs. 1g I), die Hauptversammlung darf eine Anhebung auf 200 % des Grundgehalts beschließen (Art. 94 Abs. 1g II). Die Euro Banking Association identifizierte im Dezember 2013 Bankmitarbeiter mit mehr als 500.000 Euro Jahreseinkommen als „wesentliche Risikoträger“ (englisch material risk taker), für die diese Bonusobergrenze gilt.
Das BAG entschied im Oktober 2018 zu Gunsten der beklagten BayernLB, dass die Festsetzung eines Bonusanspruchs außertariflicher Angestellter („Bankbonus“) billigem Ermessen entspricht. Der Bankvorstand hatte danach das Recht zur einseitigen Festlegung der Höhe der jährlichen Budgets für die variable Vergütung. Eine solche Regelung ist zulässig, weil die Höhe des Bonusanspruchs weder bereits im Arbeitsvertrag festgelegt war, noch die Betriebsparteien die Größenordnung des zu verteilenden Bonusvolumens selbst festlegen müssen. Die BayernLB wies für das Geschäftsjahr 2008 einen Verlust von 5,358 Mrd. Euro aus, 2009 waren es 3,093 Mrd. Euro, für diese Geschäftsjahre zahlte sie ihren Arbeitnehmern zu Recht keinen Bonus.

## Wirtschaftliche Aspekte
Bonuszahlungen wirken wie eine Belohnung und steigern, meist kurzfristig, die Arbeitsmotivation und Arbeitszufriedenheit des begünstigten Personals. Obwohl Studien die positiven Wirkungen finanzieller Belohnungen auf die Arbeitsmotivation der Mitarbeiter bestätigen, wird der Nutzen solcher Belohnungen im Rahmen von Zielvereinbarungen teilweise in Frage gestellt. Ist der Bonus limitiert, wird das Personal aber keine darüber hinausgehende Arbeitsleistung erbringen, denn dies wäre mit einem zusätzlichen Arbeitsleid verbunden. Erkennt dagegen das Personal mit der Aussicht auf einen Bonus, dass es das Bonusziel voraussichtlich nicht wird erreichen können, so reduziert es entweder seinen Arbeitseinsatz oder versucht durch verminderte Arbeitsqualität bzw. erhöhtes Risiko, das Ziel kurzfristig doch zu erreichen. Um dies zu vermeiden, empfiehlt sich die nachträgliche bewertungsabhängige Incentivierung (englisch pay for performance) oder Gewinnbeteiligung (englisch profit sharing) einzusetzen.
Der Ökonom Bruno Frey hat die Wirkung von Bonus-Zahlungen auf die Leistung von Managern untersucht und hält es für „wissenschaftlich […] völlig klar, dass Boni kontraproduktiv sind“. Manager würden dadurch verleitet, ihr Verhalten an Kennziffern auszurichten statt am langfristigen Erfolg, was schon an der „offensichtlichen Praxis“ erkennbar sei, „dass Vorstandschefs zu Amtsantritt meist erstmal auffällig schlechte Zahlen präsentieren“. Selbst eine Ausweitung auf langfristigere Kontrollvariablen erhöhe lediglich ihre Ausrichtung an Kennzahlen. Daher seien Fixgehälter vorzuziehen.

## Abgrenzungen
Zu unterscheiden von Bonuszahlungen sind Gratifikationen als freiwillige Leistungen aus besonderem Anlass (Jubiläums-, Urlaubs- oder Weihnachtsgratifikation). Inhaltliche Überschneidungen gibt es zu Prämien als finanzielle oder auch nicht geldliche Zuwendungen, wenn diese für quantitative („Akkordprämie“) oder qualitative Mehrleistungen („Güteprämie“) gezahlt werden. Wird bei schlechter Arbeitsleistung ein Abzug vom Arbeitsentgelt vorgenommen, nennt man dies einen Malus.